# Sartana
Sartana (ukrajinsky i rusky Сартана) je sídlo městského typu v Doněcké oblasti na Ukrajině. Leží na břehu Kalmiusu ve vzdálenosti devadesáti kilometrů od Doněcka, správního střediska celé oblasti. Sama Sartana patří ze správního hlediska pod Mariupol, od jehož středu leží směrem na severovýchod, a v roce 2013 měla bezmála deset tisíc obyvatel.

## Dějiny
První písemná zmínka o Sartaně pochází z roku 1780.
V roce 1938 získala Sartana status sídla městského typu a zároveň byla přejmenována na Prymorske (Приморське; rusky Приморское – Primorskoje). Zpět byla přejmenována v roce 1990.